# The Truth About Mother Goose
The Truth About Mother Goose ist ein US-amerikanischer animierter Kurzfilm von Bill Justice und Wolfgang Reitherman aus dem Jahr 1957.

## Handlung
Im Film blicken drei Narren hinter die eigentliche Bedeutung der beliebten Mother-Goose-Kinderreime:
- Little Jack Horner Sat in the Corner: In Wirklichkeit lebte Jack Horner im 16. Jahrhundert in London und sollte einen Kuchen zum König bringen. Da auf diese Weise wertvolle Dinge als Geschenk zum Hof transportiert wurden, durchsuchte Jack den Kuchen und fand darin eine Überschreibungsurkunde für ein stattliches Anwesen. Während sein Dienstherr später vom König mit dem nun leeren Kuchen beworfen wurde, bezog Jack das Anwesen, wo er in seinen Träumen von dem populären Reim verfolgt wurde.
- Mary, Mary, Quite Contrary: Der Reim geht auf die am französischen Hof und damit sehr gegensätzlich (quite contrary) zu den Schotten erzogene Maria Stuart zurück, wobei die silver bells Verzierungen an ihrem Kleid, die cockle shells auf ihre Liebe zu ausgefallenem Essen wie Muscheln, und die pretty maids auf ihre zahlreichen Dienstmädchen Bezug nehmen. Es folgt die Geschichte ihrer Liebschaften, die Ermordung ihres Mannes, die Ehe mit Lord Bothwell, der Aufstand der Lords und ihre Verbannung, die Flucht nach England und ihr Tod unter dem Beil.
- London Bridge is Falling Down: Die London Bridge wurde von 1176 bis 1209 erbaut. In der Folge entstanden eine Kapelle und Häuser mit Geschäften auf der Brücke. Die Häuser wurden beim Brand von London 1666 zerstört, jedoch neu errichtet. Erst im 19. Jahrhundert war der Zustand der Brücke und der Häuser so desolat geworden, dass man sie mit dem Spottreim bedachte. Im Jahr 1823 wurde die Brücke abgetragen und durch die heutige London Bridge ersetzt.

Die drei Narren beenden ihre Vorstellung. Humpty Dumpty und der Mond fragen, ob die Aussagen zu den Reimen wahr wären. Die Narren antworten, dass es ihre Wahrheit sei.

## Produktion
The Truth About Mother Goose kam am 28. August 1957 in die Kinos. Die Mother-Goose-Reime werden vom Page Cavanaugh Trio gesungen. Als Erzähler fungiert John Dehner. Im Gegensatz zum Filmtitel Die Wahrheit über Mother Goose nehmen die Erklärungen nur teilweise Bezug zum realen Hintergrund der Reime.

## Auszeichnungen
The Truth About Mother Goose wurde 1958 für einen Oscar in der Kategorie „Bester animierter Kurzfilm“ nominiert, konnte sich jedoch nicht gegen Birds Anonymous durchsetzen.